# Potamocypris zschokkei
Potamocypris zschokkei är en kräftdjursart som först beskrevs av Kaufmann 1900.  Potamocypris zschokkei ingår i släktet Potamocypris och familjen Cyprididae. Inga underarter finns listade i Catalogue of Life.